# Ophelia capensis
Ophelia capensis är en ringmaskart som beskrevs av Kirkegaard 1959. Ophelia capensis ingår i släktet Ophelia och familjen Opheliidae. Inga underarter finns listade i Catalogue of Life.